# 뽀 끌롱 자라이 사원
뽀 끌롱 자라이 사원(베트남어: Tháp Po Klong Garai)은 현재 베트남 남부의 판랑탑참에 위치한 판두랑가 참족의 힌두교 사원이다. 1151년부터 1205년까지 판두랑가를 통치한 전설적인 왕 뽀 끌롱 자라이를 기리기 위해 역사적인왕 자야 신하바르만 3세에 의해 세워졌다.:217

## 끌롱 자라이 왕의 전설
전설에 따르면 뽀 끌롱 자라이는 비천한 겁쟁이로 삶을 시작했지만, 운명에 의해 현명하게 통치하고 백성을 위해 참파의 왕이 되었다고 한다. 캄보디아의 크메르가 그의 왕국을 침략했을 때, 그는 탑을 세우는 경연을 열어 평화적으로 문제를 해결하려고 시도했다. 포 끌롱 자라이가 이 대회에서 우세했기 때문에 침략자들은 본국으로 돌아갈 의무가 있었다. 그가 죽은 후, 뽀 끌롱 자라이는 신이자 이 땅의 수호자가 되었다. 그가 크메르와 겨루면서 세운 탑은 오늘날 그의 이름으로 알려진 탑이라고 한다.

## 사원의 역사
참왕 자야 심하바르만 3세는 13세기 말엽에 뽀 끌롱 자라이를 기리기 위해 탑을 세운 공로를 인정받고 있다. 그러나 이전 시기의 여러 개의 석단이 존재했다는 것은 자야 심하바르만이 이미 제자리에 있던 구조물들을 복원하고 추가했을 뿐이라는 것을 암시한다.
1050년 날짜의 뽀 끌롱 자라이에 있는 비문은 참파 남부의 판두랑가 주민들에 대한 두 참 왕자의 군사적 승리를 기념했다. 이 비문에 따르면, 승리한 왕자들은 두 개의 링가와 한 개의 승전 기둥을 세워 기념했다.

## 사원 유적
포 끌롱 자라이 사원은 참족 미술과 탑맘 양식의 건축 양식으로 알려져 있다. 3층의 주탑과 더 작은 문탑, 그리고 안장처럼 생긴 지붕이 길게 늘어선 주탑 등 3개의 벽돌탑으로 이루어져 있다. 건물군은 잘 보존되어 있으며, ‘완전한 외관과 엄격한 장식’으로 구분된다.  주탑의 전문 너머에는 탑맘 양식의 걸작 중 하나로 간주되는 시바신의 조각품이 있다. 나머지 입상들은 덜 인상적이어서 경직성과 건조함 때문에 ‘말기의 쇠퇴했던 예술’을 드러낸다. 안장 같은 지붕을 얹은 탑은 화염의 신, 탕쭈양푸이에게 봉헌되었다고 전한다.
사원에 있는 주요 종교적 조각상들은 16세기 또는 17세기의 묵할링가이다. 묵할링가는 사람의 얼굴을 가진 링가(linga)이다. 일반적으로 링가는 힌두교의 신 시바의 상징이지만, 참족들에게 이 말은 포 끌라웅 가라이왕의 조각상이라고 말한다. 그 사원은 여전히 참족 종교 축제의 현장이 된다.

## 같이 보기
- 참파 예술

## 참고자료
- Jean Boisselier, La statuaire du Champa, Paris: École Française d'Extrême-Orient, 1963.
- Emmanuel Guillon, Hindu-Buddhist Art of Vietnam: Treasures from Champa  Translated from the French by Tom White.  Trumbull, Connecticut: Weatherhill, 1997.
- Ngô Vǎn Doanh, Champa: Ancient Towers.  Hanoi: Thế Giới Publishers, 2006.  Chapter 16: "Po Klaung Garai and the Legend of Mount Trâu", pp. 228 ff.

Harvest Grape And Slide Sand In Phan Rang- Cham Tower